# 阿尔奥林德拉托雷
阿尔奥林德拉托雷，是西班牙安达卢西亚自治区马拉加省的一个市镇。 总面积83平方公里，总人口23369人（2001年），人口密度282人/平方公里。